# Am grünen Rand der Welt (Film)
Am grünen Rand der Welt (Originaltitel: Far from the Madding Crowd) ist ein Film des dänischen Regisseurs Thomas Vinterberg aus dem Jahr 2015. Er basiert auf dem gleichnamigen Roman von Thomas Hardy. Bereits 1967 hatte es mit Die Herrin von Thornhill eine Verfilmung der literarischen Vorlage gegeben. Der Film spielt in Dorset um 1860, als in England Königin Victoria regiert. Die unabhängige und eigensinnige Gutsbesitzerin Bathsheba Everdene wird von drei sehr verschiedenen Männern umworben: Gabriel Oak, einem Schafbauern, der durch seinen unerfahrenen Hund seine Schafherde verliert und dadurch verarmt, Francis Troy, einem unverantwortlichen Sergeanten, und William Boldwood, einem wohlhabenden Gutsbesitzer.

## Handlung
Der Film beginnt mit der Reise der Bathsheba Everdene zu ihrer Tante, auf deren Bauernhof sie wohnen und arbeiten will. Sie trifft auf dem Weg ihren Nachbarn, den Schäfer Gabriel Oak. Nachdem sich die beiden etwas kennengelernt haben, macht Gabriel ihr einen Heiratsantrag, den sie jedoch ablehnt, obwohl eine Ehe mit Gabriel für sie eine Verbesserung ihrer wirtschaftlichen Lage wäre. Kurz darauf geschehen zwei Ereignisse, die die finanziellen Verhältnisse der beiden umdrehen: Durch einen unerfahrenen Schäferhund stürzt ein großer Teil von Gabriels Schafherde nahegelegene Klippen hinab, was ihn dazu zwingt, seinen Bauernhof zu verkaufen, um seine Schulden zu bezahlen, die er gemacht hatte, um seine Herde zu vergrößern. Er ist danach mittellos und verlässt die Gegend auf der Suche nach Arbeit. Bathsheba Everdene dagegen erbt überraschend den Gutshof eines Onkels und ist nun wohlhabend.
Während Gabriel auf der Suche nach Arbeit umherzieht, trifft er auf einem Marktplatz das Mädchen Fanny Robin, die mit einem Offizier, Sergeant Frank Troy, verlobt ist. Fanny rät ihm, bei einem Gutshof in Weatherbury nach Arbeit zu fragen, wo sie auch arbeitet. Als er dort eintrifft, stehen mehrere Gebäude des Gutshofs in Flammen. Er hilft unaufgefordert bei der Brandlöschung mit und rettet dabei eine Scheune vor dem Brand. Am nächsten Morgen stellt er sich der Herrin des Gutshofes vor, die sich überraschend als Bathsheba herausstellt. Bathsheba stellt ihn als Schäfer ein. Fanny Robin erlebt inzwischen Schreckliches, denn ihre Hochzeit mit Frank Troy scheitert daran, dass sie vor der falschen Kirche erscheint und Troy nun glaubt, dass sie ihn hat sitzen lassen.
Bathsheba lernt ihren Nachbarn, William Boldwood, einen wohlhabenden Gutsbesitzer, kennen. Obwohl sie ihm nur als Scherz eine Valentinskarte schickt, ist Boldwood einerseits beleidigt, andererseits auch von ihr fasziniert, und macht ihr kurze Zeit später einen Heiratsantrag. Bathsheba zögert aber eine Antwort noch hinaus.
In der Zwischenzeit lernt Bathsheba den Unteroffizier Frank Troy kennen, der sie umwirbt. Obwohl Gabriel sie vor Troy warnt, läuft sie mit Troy davon und heiratet ihn. Als die beiden frisch Verheirateten zu Bathshebas Gutshof zurückkehren, zeigt sich erstmals Troys negative Seite: Während das Paar und die Angestellten des Gutshofs noch feiern, zieht ein Sturm herauf, und die Heuernte muss gerettet werden. Troy ist jedoch zu betrunken und nimmt Gabriels Warnungen vor dem Sturm nicht ernst. Gabriel beginnt daraufhin, sich während des stürmischen Wetters allein darum zu kümmern, alle Heuhaufen mit Planen abzudecken, wobei ihm Bathsheba schließlich hilft.
Eines Tages trifft Troy Fanny als Bettlerin auf dem Marktplatz wieder. Sie erklärt ihm, dass sie am Hochzeitstag an der falschen Kirche war und dass sie von ihm schwanger ist. Troy schickt Fanny zum Arbeitshaus und verspricht ihr, sich um sie zu kümmern. Als Troy Bathsheba um 20 Pfund bittet, verweigert sie ihm das Geld jedoch, weil sie vermutet, dass er es nur für seine Spielsucht ausgeben will – Troy verheimlicht ihr jedoch, dass er das Geld für Fanny verwenden will. Kurze Zeit später werden Fanny und ihr Baby, die beide während der Geburt gestorben sind, im Sarg zu Bathshebas Gutshof, Fannys letzter bekannter Adresse, gebracht. Auf dem Sarg stehen die Worte „Fanny Robin and child“ (deutsch: „Fanny Robin und Kind“), aber Gabriel wischt „and child“ heimlich weg, während sie den Sarg in das Gutshaus hereinbringen. Als Bathsheba den Sarg sieht, erkennt sie Fannys Namen, bemerkt die Verwischung, und öffnet den Sarg, wo sie Fanny und ihr Baby sieht. Als Troy eintrifft und den Sarg sieht, küsst er Fanny ein letztes Mal auf die Lippen und erklärt der protestierenden Bathsheba, dass er Fanny weit mehr als sie je geliebt hat. Troy verschwindet daraufhin zum Strand und schwimmt weit ins Meer hinaus, woraufhin er von allen für tot gehalten wird.
Bathsheba ist nun in Sorge, dass sie den Gutshof verlieren könnte, weil sie Frank Troys Spielschulden abbezahlen muss. William Boldwood, ihr Nachbar, macht ihr in dieser Situation erneut einen Heiratsantrag; er könnte Bathshebas finanzielle Notlage lösen und den Gutshof retten. Während der Weihnachtsfeier, während derer Boldwood Bathsheba einen Verlobungsring schenken will, taucht plötzlich Troy wieder auf, der seinen Tod nur vorgetäuscht hat. Er verlangt Geld von Bathsheba, greift sie aggressiv an und erklärt ihr, dass sie ihm gehorchen müsse, denn sie sei immer noch seine Frau. Während dieses Handgemenges taucht Boldwood mit seinem Gewehr auf und erschießt Troy, wofür er verhaftet wird und ins Gefängnis geht.
Der Film macht einen Sprung um einige Zeit: Die Zukunft von Bathshebas Gutshof ist nun gesichert und Gabriel erklärt, dass er nun den Hof verlassen und nach Amerika auswandern will. Als er den Hof am frühen Morgen verlässt, folgt ihm Bathsheba per Pferd und bittet ihn, nicht zu gehen. Gabriel macht ihr erneut einen Heiratsantrag, den sie diesmal akzeptiert. Sie küssen sich leidenschaftlich und gehen gemeinsam zurück zum Gutshof.

## Produktion
Der Film ist eine Literaturverfilmung des Romans Am grünen Rand der Welt (engl. Far from the Madding Crowd) von Thomas Hardy. Die Verfilmung entstand als eine Zusammenarbeit zwischen der britischen Produktionsfirma DNA Films, Fox Searchlight und der BBC. Der Film wurde von Allon Reich und Andrew Macdonald von DNA Films produziert, ausführende Produzentin war Christine Langan von BBC Films. Das Drehbuch wurde von David Nicholls verfasst, Regisseur war Thomas Vinterberg. Der Film wurde in England in Dorset, Oxfordshire, Buckinghamshire und London gedreht. Der Film hatte seine Uraufführung am 1. Mai 2015.

## Rezeption
Rotten Tomatoes fasst die fast 200 Kritiken des Films insgesamt als positiv zusammen und ermittelt einen Kritiker-Score von 85 %. Im Vergleich zum Roman und der vorherigen Verfilmung punktet Vinterbergs Film vor allem mit der guten Regie und der talentierten Besetzung.
Der Guardian lobt die gute Leistung der beteiligten Schauspieler, bedauert aber, dass Regisseur Thomas Vinterberg und Drehbuchautor David Nicholls viel von dem Potential des Romans mit seinen verstörenden Elementen und erotischer Energie verschenken. So enthält der Roman z. B. Hinweise darauf, dass der wohlhabende Nachbar William Boldwood eine regelrechte Obsession für Bathsheba entwickelt, was im Film jedoch kaum dargestellt wird, so dass Troys Erschießung durch Boldwood in Vinterbergs Version nicht zu der eher zurückhaltend gespielten Figur passt, wie ihn Michael Sheen spielt. Der Guardian vergleicht Vinterbergs Fassung des Films mit der Verfilmung aus dem Jahr 1967 durch John Schlesinger, die trotz größerer Freiheiten im Drehbuch näher am Geist des Romans ist.
Unter den guten Schauspielern wird unter anderem die Leistung von Carey Mulligan gelobt, deren Darstellung von einigen Kritikern als besser als die von Julie Christie aus der Verfilmung von Schlesinger 1967 gesehen wird.
Der Film war ein kommerzieller Erfolg und spielte brutto weltweit über 30 Millionen US-Dollar ein.
Die Deutsche Film- und Medienbewertung (FBW) in Wiesbaden verlieh dem Film das Prädikat besonders wertvoll.